# Józef i żona Potifara (obraz Bartolomé Estebana Murilla)
Józef i żona Potifara (hiszp. José y la esposa de Potifar) – powstały w 1. poł. XVII w. obraz autorstwa hiszpańskiego malarza barokowego Bartolomé Estebana Murilla.
Dzieło jest częścią kolekcji Staatliche Museen w Kassel.

## Opis
Malarz przedstawił scenę znaną ze Starego Testamentu – niecny postępek żony Potifara, starającej się uwieść młodego Józefa w Egipcie.